# آن (أميرة)
آن، الأميرة الملكية (بالإنجليزية: Anne Elizabeth Alice Louise)‏، حاملة وسام فرسان الرباط ووسام فرسان الشوك والوئام الملكي الفكتوري ووسام القديس يوحنا ووسام خدمة الملكة ووسام القوات الكندية (آن إليزابيث أليس لويش؛ وُلدت في 15 أغسطس 1950)، الطفلة الثانية والابنة الوحيدة للملكة إليزابيث الثانية والأمير فيليب، دوق إدنبرة. تحتل المرتبة الخامسة عشرة في صف خلافة العرش البريطاني وأصبحت أميرة ملكية منذ عام 1987.
ولدت آن في كلارنس هاوس، وتلقت تعليمها في مدرسة بنيندين وبدأت بممارسة الواجبات الملكية عند البلوغ. أصبحت فارسة مبجلة، وفازت بميدالية ذهبية واحدة في عام 1971 وميداليتين فضيتين في عام 1975 في بطولة أوروبا للفروسية. في عام 1976، أصبحت أول فرد من العائلة المالكة البريطانية يتنافس في الألعاب الأولمبية.
تؤدي الأميرة الملكية الواجبات والارتباطات الرسمية نيابة عن الملكة. ترعى أكثر من 300 منظمة، بما في ذلك فرسان من أجل الصحة وكيريز فور ترست. يدور عملها الخيري حول الرياضة والعلوم والأشخاص ذوي الإعاقة والصحة في البلدان النامية. ارتبطت بمنظمة أنقذوا الأطفال لأكثر من خمسين عامًا وزارت عددًا من مشاريعهم؛ ونتج عن ذلك ترشيحها لجائزة نوبل للسلام عام 1990.
في عام 1973، تزوجت آن من الكابتن مارك فيليبس، لكنهما انفصلا في عام 1989 وحصل الطلاق بينهم في عام 1992. ولدى الزوجين طفلان، زارا وبيتر فيليبس، وأربعة أحفاد. بعد أشهر من طلاقها، تزوجت آن من القائد (نائب الأدميرال الآن) السير تيموثي لورانس، الذي التقت به أثناء خدمته كوصيفة عن  أمها بين عامي 1986 و1989.

## النشأة والتعليم
ولدت آن خلال فترة حكم جدها لأمها، الملك جورج السادس، في كلارنس هاوس في 15 أغسطس 1950 الساعة 11:50 صباحًا، وهي الطفلة الثانية والابنة الوحيدة للأميرة إليزابيث، دوقة إدنبرة، وفيليب، دوق إدنبرة. احتُفل بمولدها بإطلاق 21 طلقة تحية في هايد بارك. عُمدت آن في غرفة الموسيقى في قصر باكنغهام في 21 أكتوبر 1950، من قبل رئيس أساقفة يورك، سيريل غاربيت. في وقت ولادتها، كانت في المرتبة الثالثة في صف خلافة العرش البريطاني، خلف والدتها -في ذلك الوقت كانت الأميرة إليزابيث- والأخ الأكبر تشارلز. صعدت إلى المرتبة الثانية بعد تولي والدتها؛ وهي حاليًا في المرتبة الخامسة عشر في صف الخلافة.
عُينت المربية كاثرين بيبلز لرعاية آن وكانت مسؤولة عن تعليمها المبكر في قصر باكنغهام؛ عملت بيبلز أيضًا مربيةً مبكرة لشقيق آن الأكبر تشارلز. بعد وفاة جورج السادس في فبراير 1952، اعتلت والدة آن العرش لتصبح الملكة إليزابيث الثانية. نظرًا لصغر سنها في ذلك الوقت، لم تحضر آن التتويج في يونيو 1953.
أعيد تشكيل شركة غيرل غايدس، وهي شركة قصر باكنغهام الأولى التي تضم كنيسة الثالوث المقدس برومبتون براوني، في مايو 1959، على وجه التحديد بحيث، كما فعلت والدتها وخالتها في طفولتهما، يمكن لآن أن تتواصل مع الفتيات في سنها. كانت الشركة نشطة حتى عام 1963، عندما ذهبت آن إلى مدرسة داخلية. التحقت آن بمدرسة بنيندين في عام 1963. في عام 1968، تركت آن المدرسة منهية ستة مستويات عادية من الشهادة العامة في التعليم ومستويين متقدمين من الشهادة العامة في التعليم. بدأت آن تتولى مسؤوليات ملكية في عام 1969، في سن الثامنة عشر.
في عام 1970، أقامت علاقة قصيرة مع أندرو باركر بولز، الذي تزوج لاحقًا من كاميلا شاند. تزوجت شاند بعد ذلك بكثير من شقيق آن، الأمير تشارلز، لتكون زوجته الثانية.

## الفروسية
في ربيع عام 1971، احتلت الأميرة آن المركز الرابع في تجارب خيول روشال.  في سن الحادية والعشرون، فازت آن باللقب الفردي في بطولة الأحداث الأوروبية ربحت تصويت شخصية العام الرياضية في بي بي سي في عام 1971. كما قادت الفائزين في سباقات الخيل، حيث شاركت في سباق الموانع العسكرية الكبير في مضمار سانداون بارك لسباق الخيل ودايموند ستيكس في المضمار الملكي.
لأكثر من خمس سنوات، تنافست أيضًا مع فريق الأحداث البريطاني، مع حصانها المربى في المنزل، دوبليت الذي أصيب خلال تجارب خيول بادمنتون عام 1972، وحصلت على الميدالية الفضية في كل من التخصصات الفردية والجماعية في عام 1975 في البطولة الأوروبية لسباق الخيل. في العام التالي، شاركت آن في دورة الألعاب الأولمبية لعام 1976 في مونتريال في الفريق البريطاني، راكبة حصان الملكة، غودويل، في سباقات الخيل. عانت آن من ارتجاج في منتصف المسابقة لكنها عادت للمنافسة وانتهت من الحدث. وقد قالت إنها لا تتذكر القيام بباقي القفزات. احتلت المركز السادس في تجارب خيول بادمنتون عام 1979. في عام 1985، شاركت في سباق خيول خيري في إبسوم ديربي، واحتلت المركز الرابع.
تولت آن رئاسة اتحاد الفروسية الدولي من عام 1986 حتى عام 1994. في 5 فبراير 1987، أصبحت أول عضو في العائلة المالكة تظهر كمتسابقة في برنامج مسابقات تلفزيوني عندما تنافست في لعبة على تلفزيون بي بي سي سؤال في الرياضة.

## الزواج والأطفال

### الزواج بمارك فيليبس
التقت آن بمارك فيليبس، وهو ملازم في حرس الملكة الأول، عام 1968 في حفلة. أعلنت خطبتهم عن في 29 مايو 1973. في 14 نوفمبر 1973، تزوج الثنائي في وستمنستر أبي في حفل متلفز شاهده حوالي 100 مليون مشاهد. ثم استقروا في وقت لاحق في جاتكومب بارك. كما هو معتاد بالنسبة للرجال الذين لا يحملون لقبًا ويتزوجون من العائلة المالكة، عُرض على فيليبس لقب إيرلدوم، والذي رفضه؛ وبالتالي ولد أطفالهم بدون ألقاب. أنجبت آن وزوجها طفلان: بيتر (مواليد 1977) وزارا فيليبس (مواليد 1981). آن وفيليبس لديهما أربعة أحفاد. في 31 أغسطس 1989، أعلنت آن وفيليبس عزمهما على الانفصال؛ نادرًا ما شوهد الزوجان معًا في العلن وكان كلاهما مرتبطين عاطفيًا بأشخاص آخرين. تقاسموا حضانة أطفالهم، وأعلنا في البداية أنه لا توجد خطط للطلاق. ومع ذلك، في 13 أبريل 1992، أعلن القصر أن آن تقدمت بطلب للطلاق، والذي أعلن رسميًا بعد عشرة أيام.

### الزواج بالسير تيموثي لورانس
قابلت آن تيموثي لورانس، القائد في البحرية الملكية، أثناء خدمته في يخت بريطانيا الملكي. تطورت علاقتهما في أوائل عام 1989، بعد ثلاث سنوات من تعيينه حاميًا للملكة. في عام 1989، كشفت صحيفة ذا صن عن وجود رسائل خاصة من لورانس للأميرة. تزوج الثنائي في كراثي كيرك بالقرب من قلعة بالمورال في اسكتلندا، في 12 ديسمبر 1992. دُعي ما يقرب من 30 ضيفًا لحفل الزواج الخاص. على عكس كنيسة إنجلترا في ذلك الوقت، اعتبرت كنيسة اسكتلندا الزواج أمرًا دينيًا وليس سرًا، وسمحت بزواج المطلقين في ظروف معينة. أصبحت آن أول مطلقة ملكية تتزوج مرة أخرى منذ الأميرة فيكتوريا ميليتا أميرة ساكس كوبرغ وغوتا، حفيدة الملكة فيكتوريا.

في حفل الزفاف، ارتدت آن سترة بيضاء فوق فستان رزين قصير حتى الركبة ومجموعة صغيرة من الزهور بيضاء في شعرها. صُنع خاتم خطوبتها من ياقوت كابوشون محاط بثلاث ماسات صغيرة على كل جانب. بعد حفل الزواج، توجه الزوجان والضيوف إلى كريغوان لودج لاستقبال خاص. لم يتلق لورانس أي لقب نبيل، واستأجر الزوجان شقة في دولفين سكوير بلندن. يقيمون الآن بين شقة في قصر سان جيمس وجاتكومب بارك.

الرمز الذي استخدمته الملكة الام بالمملكة البريطانية

## المهام
كان للأميرة دور مركزي في تمثيل الملكة أمام الجمهور ، ومنذ سنوات عديدة فكانت داخل أعضاء الأسرة الحاكمة، وهي الشخص الأكثر عملا في القصر. وتركز هذه المهمة حيث كانت رئيسة "منظمة إنقاذ الطفولة"، وكانت رئيسة جامعة لندن منذ 1981.
تقريبا فان جميع أعضاء الأسرة وكانت جزء من القوات العسكرية الاستعمارية. مع ذلك تتضمن البلوز ورويالز (حساسة العسكرى فوق سلاح الفرسان). بسبب هذه الميزة فانها كانت مسؤولة عن الحماية الشخصية لإنجلترا وويلز. في عام 2002 كانت أول عضوة امرأة للسلطة الحاكمة، وبناء على طلب محدد من أمها حضرت جنازة الملكة إليزابيث الملكة الأم وكانت ترتدى الزى العسكرى. منذ ذلك الوقت تشارك كل عام في الموكب العسكرى وتشارك في الحشد.

## الألقاب
الألقاب التي لقبت بها منذ ولادتها:
- صاحبة السمو الملكي الأميرة آن أدنبره (حتى عام 1952)
- صاحبة السمو الملكي الأميرة آن (1952-1973)
- صاحبة السمو الملكي الأميرة آن، السيدة مارك فيليبس (1973-1974)
- صاحبة السمو الملكي الأميرة آن، السيدة مارك فيليبس (1974-1987)
- صاحبة السمو الملكي الأميرة الملكية (1987-1990)
- صاحبة السمو الملكي الأميرة، الملكة (1990-1994)
- صاحبة السمو الملكي الأميرة، الملكة (1994-2000)
- الأميرة الملكية (1996)
- صاحبة السمو الملكي الأميرة الملكية (2000 -29 سبتمبر 2005)
- صاحبة السمو الملكي الأميرة الملكية (29 سبتمبر 2005 إلى الوقت الحاضر)

## روابط خارجية
- آن على موقع IMDb (الإنجليزية)
- آن على موقع الموسوعة البريطانية (الإنجليزية)
- آن على موقع مونزينجر (الألمانية)
- آن على موقع إن إن دي بي (الإنجليزية)
- آن على موقع ديسكوغز (الإنجليزية)
- آن على موقع قاعدة بيانات الفيلم (الإنجليزية)
- آن على موقع كينوبويسك (الروسية)
- آن على موقع اللجنة الأولمبية الدولية (الإنجليزية)
- آن على موقع أوليمبيديا (الإنجليزية)